# Dryopteris heterospora
Dryopteris heterospora là một loài dương xỉ trong họ Dryopteridaceae. Loài này được Kuvaev mô tả khoa học đầu tiên năm 1981.
Danh pháp khoa học của loài này chưa được làm sáng tỏ. 